# Duvernay (Alberta)
Pour les articles homonymes, voir Duvernay.
Duvernay, est un hameau du Comté de Two Hills No 21 de la province canadienne d'Alberta.

## Historique
Le hameau fut fondé au début du XXe siècle par des Canadiens-français. Il fut nommé en l'honneur de Duvernay, un patriote de la rébellion de 1838-1839.
Le hameau de Duvernay est situé, aux abords du pont qui enjambe la rivière Saskatchewan Nord et qui relie le hameau franco-albertain de Brosseau, situé sur l'autre rive de la rivière.